# Olympiastadion Mnichov
Mnichovský olympijský stadion (Olympiastadion München) je stadion v Mnichově. Nachází se v Olympijském parku na severu Mnichova. Stadion byl postaven jako hlavní dějiště Letních olympijských her v roce 1972.
Stadion s kapacitou 80 000 také hostil významné fotbalové zápasy, včetně Mistrovství světa ve fotbale 1974 a Mistrovství Evropy ve fotbale 1988.
V současné době má kapacitu 69 250 diváků.
Do výstavby Allianz Arény pro Mistrovství světa 2006 byl domovem týmů FC Bayern Mnichov a TSV 1860 München.

## Výstavba
Stadion byl postaven firmou Bilfinger Berger mezi roky 1968-1972.

## Fotogalerie

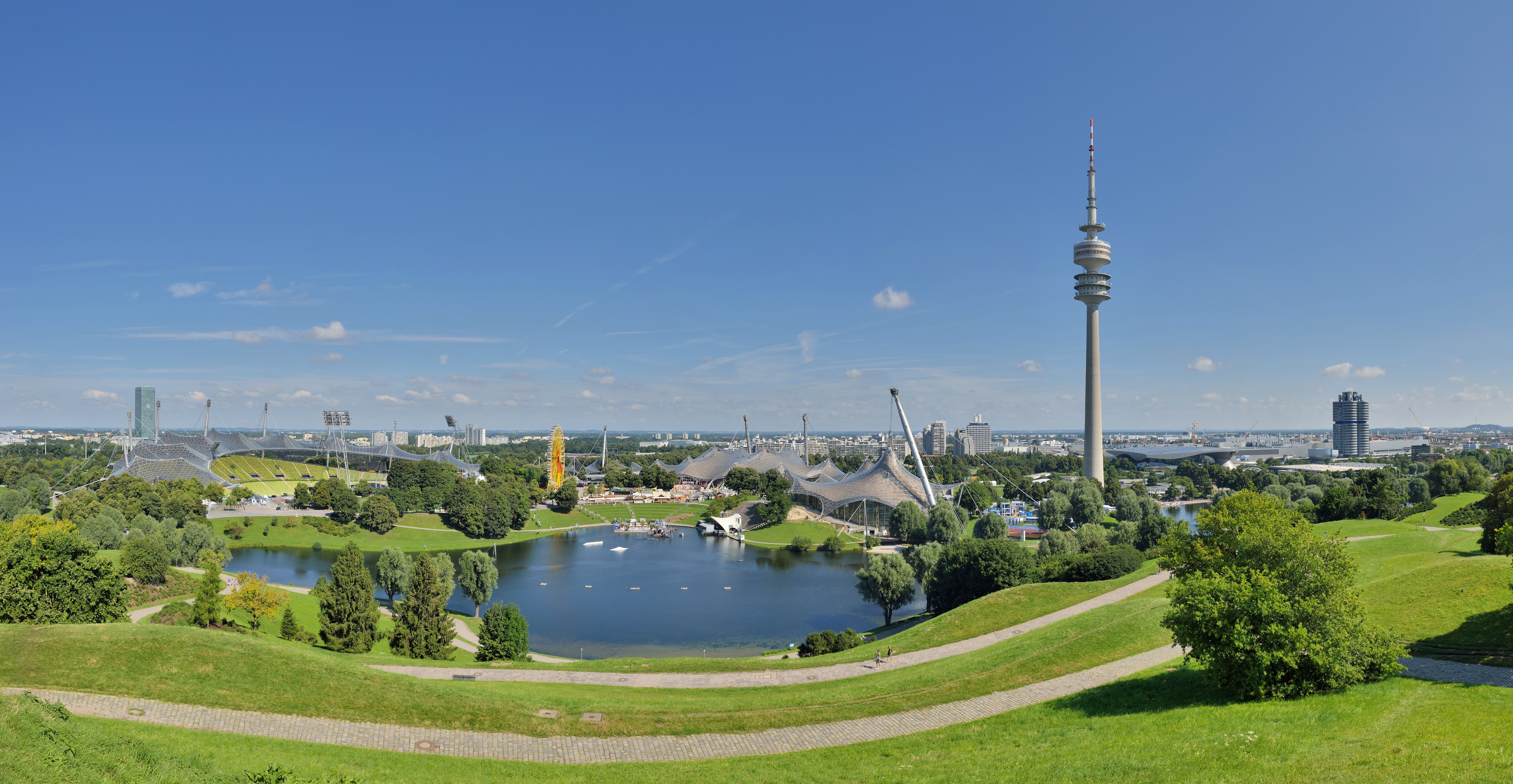
Olympijský park v Mnichově
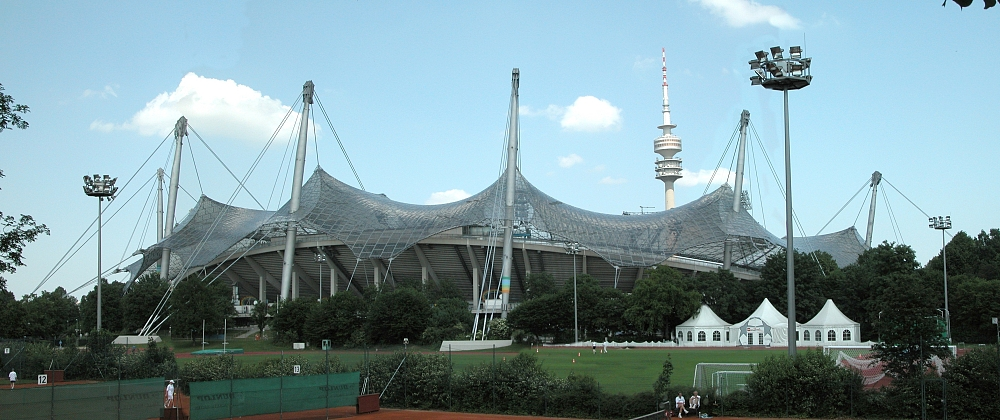
Olympiastadion Mnichov
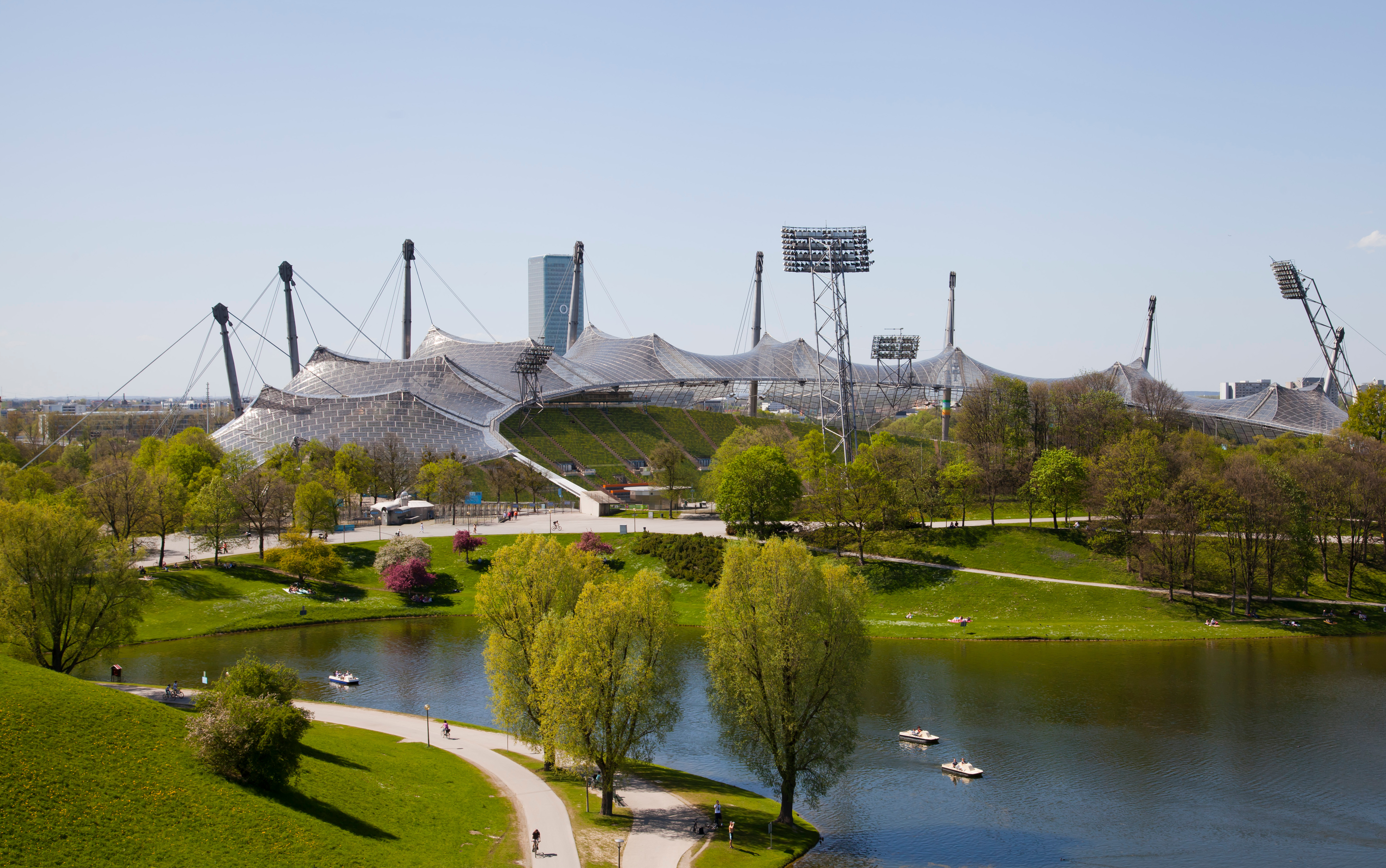
Olympiastadion Mnichov